# 제임스 조이스
제임스 오거스틴 앨로이시어스 조이스(영어: James Augustine Aloysius Joyce, 1882년 2월 2일 ~ 1941년 1월 13일)는 아일랜드 더블린 출신의 작가로, 소설, 시, 희곡 등 다양한 분야에서 활동하면서 족적을 남긴 인물이다. 모더니즘의 대표적인 소설가로 모더니즘의 전위예술에 기여하였으며 20세기를 대표하는 소설가로 인식되고 있다.
유명한 소설은 《율리시스》(1922)와 매우 난해한 후속작 《피네간의 경야》(1939), 단편인 《더블린 사람들》(1914), 반자전적 소설 《젊은 예술가의 초상》(1916) 등이 있다. 성인이 되어서 삶의 대부분을 외국에서 보냈지만, 그의 정신적 가상적 세계는 그의 고향인 아일랜드 더블린에 뿌리깊게 자리잡고 있다. 《더블린 사람들》에서도 드러나듯 더블린은 그의 소설의 주제와 설정의 많은 부분을 제공해 주었다.

## 생애
제임스 조이스는 1882년 더블린의 중심에서 남쪽으로 약 4km 떨어진 라스가(Rathgar)의 브라이턴 서부 스퀘어 41번지에서 아버지 존 스태니스라우스 조이스(John Stanislaus Joyce)와 어머니 매리 제인 머래이(Mary Jane Murray) 사이에서 첫 번째 아들로 태어났다. 아버지는 정치에 관심이 높았으나 직업적으로 거의 사회 밑바닥을 전전한 것으로 알려져 있으며, 그리고 그의 어머니 매리는 독실한 가톨릭 신자로서 제임스를 포함하여 10명의 자녀들을 낳아 가톨릭 신앙에 따라 키우고자 노력하였다.
제임스는 아일랜드의 예수회가 운영하는 클론고즈 우드 콜리지와 벨비디어 콜리지에 다녔는데 예수회 신부들의 교육은 몹시 엄격하고 절대적 복종과 규율을 강조했다. 이러한 교육 하에 제임스는 신부들의 부당성과 잔인성을 알게 되고 가톨릭 종교에서 멀어지고 그의 작품 속에 비판적으로 묘사하게 된다.

## 문학세계
〈더블린 사람들〉에서는 20세기 초의 더블린 사람들의 냉소적이고 우울한 모습과 당시의 각박했던 사회상을 그려냈다.

## 읽어보기
저서

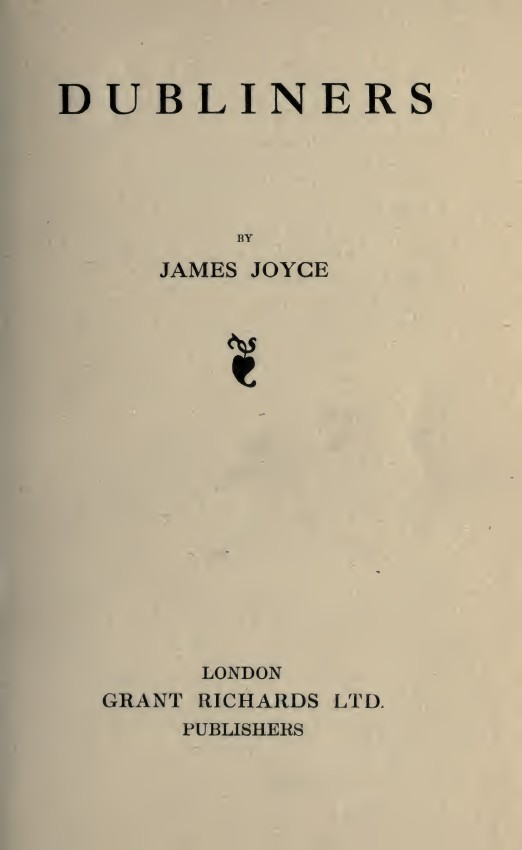
Dubliners, 1914

- 실내악 (Chamber Music, 1907년): 시
- 더블린 사람들 (Dubliners, 1914년): 소설
- 망명자 (Exile, 1915년): 희곡
- 젊은 예술가의 초상 (A Portrait of the Artist as a Young Man, 1916년): 소설
- 율리시즈 (Ulysses, 1922년): 소설
- 피네간의 경야 (Finnegans Wake, 1939년): 소설

## 가족
- 부인 : 노라 바나클 (1884년 ~ 1951년)
- 아들 : 조지오 조이스 (1905년 ~ 1976년)
  - 손자 : 스티븐 조이스 (1933년 ~ 2020년)
- 딸 : 루치아 조이스 (1907년 ~ 1982년)

## 주요 한국어 참고 문헌
- 김종건 역, [더블린 사람들] 범우사, 1988.
- 김종건 역, [젊은 예술가의 초상] 범우사, 1988.
- 김종건 역, [율리시즈] 범우사, 1988.
- 김종건 역, [피네간의 경야] 범우사, 2002
- 이상옥 역, [젊은 예술가의 초상] 민음사, 2004.
- 변재길, [차이와 모호성의 정치학: 율리시즈와 탈식민문화담론] 세종출판사, 1999.